# Ernst Friedrich Georg Hüpeden
Ernst Friedrich Georg Hüpeden (* 24. September 1789 in Hoya; † 19. Oktober 1845 in Hannover) war ein deutscher Verwaltungsjurist und Politiker im Königreich Hannover.

## Leben
Hüpeden war Sohn des Gerichtsverwalters in Hoya Carl August Hüpeden. Er begann 1806 sein Studium der Rechtswissenschaften an der Universität Göttingen und wechselte im September 1808 an die Universität Heidelberg. Er kehrte nach Ostern 1809 nach Göttingen zurück und wechselte Michaelis 1809 nach der Gendarmen-Affäre erneut nach Heidelberg, wo er Ostern 1810 sein Studium beendete. Er war zuletzt Mitglied des Corps Hannovera Heidelberg. Hüpeden trat in den hannoverschen Verwaltungsdienst ein und wurde 1818 Amtsassessor bei der königlich hannoverschen Domänen-Deputation in Aurich, von 1819 bis 1823 Kammersekretär der Domänenkammer Hannover. Er wurde 1824 zum Kanzleirat befördert und wurde 1829 bis 1838 Hofrat im Finanzministerium, dort 1839 bis 1843 Generalsekretär und ab 1844 Geheimer Finanzrat. Er gehörte von 1839 bis zu seinem Tod dem Hannoverschen Staatsrat an.